# Sougéal
Sougéal (bret. Sulial) – miejscowość i gmina we Francji, w regionie Bretania, w departamencie Ille-et-Vilaine.
Według danych na rok 1990 gminę zamieszkiwało 626 osób, a gęstość zaludnienia wynosiła 44 osoby/km² (wśród 1269 gmin Bretanii Sougéal plasuje się na 763. miejscu pod względem liczby ludności, natomiast pod względem powierzchni na miejscu 691.).